# Salvatore Adamo
Salvatore Adamo   (Comiso, 1 de novembre de 1943) és un cantautor de fama internacional, és mig italià i mig belga. Cantant eminentment romàntic, Adamo ha sabut transformar escenes de la vida quotidiana en versos carregats de poesia i romanticisme (Jacques Brel el va qualificar de "tendre jardiner de l'amor"), però també ha defensat que la música de varietat ha de ser un reflex dels problemes del seu temps: després de la cançó «Inshallah», inspirada en el conflicte araboisraelià del 1967, va denunciar per exemple el règim de Franco amb «Manuel» (1976) o l'escàndol de la pobresa amb «Sans domicile» (1995). Entre els seus èxits, es troben «Un mechón de tu cabello», «Mis manos en tu cintura» i «La beauté des femmes».

## Biografia
El seu pare es va traslladar a Bèlgica quan Adamo tenia quatre anys per treballar a la mina. La seva carrera musical, als inicis, van consistir en reunions estudiantils. L'any 1960 va participar en el concurs de Radio Luxemburg com a cantant i compositor de la cançó Si j'osais i va guanyar la final disputada a París el 14 de febrer.
El seu primer gran èxit va ser Sans toi, ma mie 1963 a Bèlgica. Immediatament es va transformar en el Nº1 del hit parade belga. A l'àlbum de debut, 63/64 amb Tombe la neige i Vous permettez, monsieur va aconseguir un èxit internacional: és aclamat a Holanda, Luxemburg i França. El 1965 va actuar a l'Olympia (París). Cantant poliglota, Adamo va esdevenir ràpidament una estrella a Europa, però també a Amèrica del Sud i especialment al Japó, on la seva cançó Tombe la neige va ser N°1 durant divuit mesos. Una gira per Itàlia, Suïssa i Turquia li va permetre renovar els seus èxits mentre que, alhora, va actuar davant els reis de Bèlgica i el Xa de Pèrsia. Així, a finals dels seixanta era l'artista que més discos venia després dels Beatles.
Als anys 1970 escriu èxits com J'avais oublié que les roses sont roses (1971) i C'est ma vie (1975), però la seva projecció va decaure durant els anys 80. Malgrat això va continuar venent discs, sent molt apreciat d'un públic nostàlgic, fins que a principis dels anys 2000 torna al davant de l'escena amb nous àlbums intimistes i efectuant col·laboracions amb joves artistes francòfons actuals.
El 1993 va ser nomenat ambaixador de la branca belga de l'UNICEF i el 2001 el rei Albert II li va conferir el títol nobiliari de cavaller. Salvatore Adamo ha compost 500 cançons i ha venut més de 100 milions de discos.

### Alguns àlbums CD
- 1998 Regards
- 2001 Par les temps qui courent
- 2002 Lo Mejor de... 48 Grandes Éxitos en Castellano (compilació)
- 2003  Zanzibar
- 2003 C'est ma vie - L'intégrale 63/75 (compilació)
- 2005 Mis manos en tu cintura (CD/DVD compilació)
- 2007 La part de l'ange
- 2008 Le Bal des gens bien - Duets (compilació)
- 2010 De toi à moi
- 2014 Adamo chante Bécaud